# Marten Van Riel
Marten Van Riel (Loenhout, 15 december 1992) is een Belgisch triatleet.
Hij werd 6de op de triatlon bij zijn olympisch debuut in Rio de Janeiro in 2016. Op het Europees kampioenschap in Glasgow in 2018 won hij zowel brons in het individuele event als in de gemengde estafette.

## Carrière
In 2009 begon Marten Van Riel zijn triatloncarrière, waarin hij elk jaar flinke progressie boekte. In 2014 werd hij Belgisch kampioen op de sprinttriatlon en in 2016 verdiende hij een plaatsje in het olympisch team van Rio de Janeiro, waarbij hij als zesde eindigde. Sinds zijn olympische succes heeft hij meerdere goede klasseringen neergezet in de World Triathlon Series en het wereldbekercircuit. Aan het einde van 2017 won hij aan zelfvertrouwen met de winst in de wereldbekerwedstrijd van Miyazaki. 
Die lijn zette hij voort in 2018 met een 5e plaats bij de WTS-wedstrijd in Leeds en 7e plaatsen bij de WTS-wedstrijden van Hamburg en Edmonton. Ook wist hij tijdens de Europese Kampioenschappen beslag te leggen op het brons bij zowel de individuele wedstrijd als de gemengde estafette.
In 2019 bevestigde Van Riel zijn vorm in de World Triathlon Series met een derde plaats bij de wedstrijd in Edmonton en een vijfde plaats in het WK-klassement. In 2021 werd hij vierde op de Olympische Spelen in Tokio. De spelen van Parijs 2024 liepen op een teleurstelling uit. Hij werd tweeëntwintigste. Hierna stapte hij over van de korte naar de (middel)lange afstand.
In 2024 werd Van Riel wereldkampioen in de nieuwe, prestigieuze T100-competitie.
Bij zijn Ironman-debuut in Cozumel, met nog vijf van de 180 fietskilometers te gaan, kwam hij op volle snelheid ten val. Hij raakte een kattenoog of gat in de weg, en botste op een toeschouwend meisje. Beiden kwamen er met lichte verwondingen vanaf. In maart 2025 deed Van Riel mee aan de Ironman Zuid-Afrika. Met een tweede plaats achter de Deen Magnus Ditlev, veroverde hij alsnog een startbewijs voor het WK, de Ironman Hawaï in september.

## Resultaten in World Triathlon Series
Bestaande uit races over de olympische en sprintafstand
| Seizoen                     | 1   | 2  | 3  | 4  | 5  | 6 | 7  | 8 | 9  | GF  | Positie | Punten |
| --------------------------- | --- | -- | -- | -- | -- | - | -- | - | -- | --- | ------- | ------ |
| World Triathlon Series 2013 | -   | -  | -  | -  | 31 | - | -  |   |    | -   | 130     | 77     |
| World Triathlon Series 2014 | DNF | -  | -  | -  | -  | - | 51 |   |    | -   | 129     | 164    |
| World Triathlon Series 2015 | 22  | 14 | -  | -  | 37 | - | -  | - | 39 | DNF | 63      | 653    |
| World Triathlon Series 2016 | 17  | 8  | -  | 19 | -  | - | 6  | - |    | -   | 21      | 1713   |
| World Triathlon Series 2017 | -   | -  | -  | -  | -  | - | -  | - |    | 13  | 69      | 471    |
| World Triathlon Series 2018 | 31  | 21 | -  | 5  | 7  | 7 | -  |   |    | 9   | 10      | 2960   |
| World Triathlon Series 2019 | 38  | 13 | 8  | 7  | -  | 9 | 3  |   |    | 9   | 5       | 3659   |
|                             |     |    |    |    |    |   |    |   |    |     |         |        |
| WK Series 2021              | 7   | 3  | 4  | 4  |    |   |    |   |    | 2   | Zilver  | 3594   |
| WK Series 2022              | -   | -  | 12 | 12 | 9  | - | -  | - |    | -   |         |        |
| WK Series 2023              | -   | 13 | 12 | 9  | 12 | - | -  |   |    | 29  | 16      | 1731   |
| WK Series 2024              | 6   | 12 | -  | 22 | -  |   |    |   |    | -   | 22      | 1296   |

## Palmares
- 2016: 6e Olympische Spelen Rio de Janeiro
- 2017:  Wereldbekerwedstrijd Miyazaki
- 2018: 10e Wereldkampioenschappen triatlon (WTS)
- 2019:  WTS Edmonton
- 2019: 5e Wereldkampioenschappen triatlon (WTS)
- 2019:  Ironman 70.3 Xiamen
- 2021: 4e Olympische Spelen Tokio
- 2021:  Wereldkampioenschappen triatlon (WTS)
- 2022:  Ironman 70.3 Dubai (onofficieel wereldrecord)